# Chaetodon adiergastos
Chaetodon adiergastos, conosciuto anche con il nome comune pesce farfalla panda, è un pesce d'acqua salata appartenente alla famiglia dei Chaetodontidae.

## Distribuzione e habitat
È una specie di pesce farfalla diffusa nell'Oceano Pacifico occidentale, lungo le coste delle Filippine, Taiwan, Indonesia, nord-ovest dell'Australia, Isole Ryukyu. Vive in prossimità delle formazioni madreporiche, in acque con temperatura tra i 24 e i 28 °C, prediligendo fondali poco profondi e le piattaforme coralline, anche in corrispondenza di estuari. Si incontra fra 3 m e 25 m di profondità.

## Descrizione
Presenta un corpo fortemente compresso ai fianchi. Il muso è allungato in prossimità della bocca. La pinna dorsale copre tutto il dorso ed è composta da 12 spine.
La livrea è bianca con strisce marroni diagonali. Una macchia nera ricopre gli occhi e buona parte del muso. Le pinne dorsale, anale e caudale sono di colore giallo vivo

Può raggiungere i 20 cm di lunghezza.

## Comportamento
È una specie territoriale non migratoria. Vive in coppia o in gruppi; gli esemplari giovani si muovono spesso da soli.

## Alimentazione
Si nutre essenzialmente di microfauna recifale, policheti e altri invertebrati.